# Синдром Аспергера
Синдро́м А́спергера — одне з п'яти загальних (первазивних) порушень розвитку, які характеризуються серйозними труднощами в соціальній взаємодії, а також обмеженим, стереотипним, повторюваним репертуаром поглядів і занять. Синдром іноді називають формою високофункціонального аутизму (тобто аутизму, за якого здатність функціювати відносно збережена).
Особи із синдромом Аспергера в популяції трапляються рідко, й вони не схожі на розумово відсталих, адже володіють, як мінімум, нормальним або ж високим інтелектом, але нестандартними чи слаборозвиненими соціальними здібностями; часто через це їхні емоції та соціальний розвиток, а також інтеграція відбуваються зазвичай пізніше. Синдром часто характеризується також вираженою незграбністю.

## Історичні відомості
Синдром одержав назву на честь австрійського психіатра і педіатра Ганса Аспергера (нім. Hans Asperger), який у 1943 році описав спостереження за близько 400 дітьми, що відрізнялися від однолітків відсутністю здібностей до невербальної комунікації, обмеженою емпатією до однолітків і фізичною незграбністю. Сам Аспергер використав термін «аутистична психопатія».
Термін «синдром Аспергера» запропонувала до медичного вжитку англійський психіатр Лорна Вінг (англ. Lorna Wing) у публікації 1981 року. Сучасна концепція синдрому з'явилася у 1981 році і, після періоду популяризації, на початку 1990-х були вироблені діагностичні стандарти. З приводу різних аспектів синдрому все ще залишається багато невирішених питань. Так, невідомо, чи відрізняється цей синдром від високофункціонального аутизму; частково з цієї причини, не встановлена його поширеність. Запропонували взагалі відмовитися від діагнозу «синдром Аспергера», замінивши його на діагноз «хвороба аутистичного спектра» із зазначенням ступеня тяжкості.

## Причини виникнення
Точна причина синдрому невідома. Хоча дослідження припускають можливість генетичної бази, але не існує відомої генетичної етіології. Нейровізуалізація також не ідентифікує ясної загальної патології. Немає і єдиного лікування, а дані на користь ефективності наявних методів підтримки обмежені. Підтримка має на меті покращення симптомів і функціювання, та спирається на поведінкову терапію, зосереджуючись на специфічних дефіцитах, спрямована на коригування низьких комунікаційних здібностей, нав'язливих або повторюваних рутинних дій і фізичної незграбності. Стан більшості дітей поліпшується у міру дорослішання, але соціальні та комунікаційні проблеми можуть залишитися. Деякі дослідники та особи із синдромом Аспергера вважають правильним розглядати синдром Аспергера як відмінність, а не інвалідність, яку треба лікувати.

## У масовій культурі

### У кіно
- У серіалі «Медики Чикаго», кардіохірург доктор Лейтем, якого грає актор Ато Ессонда, має синдром Аспергера.
- У 2007 році вийшла кінострічка «Бен Ікс» про молодого хлопця із синдромом Аспергера, замкнутого у фентезійному світі MMORPG ArchLord.
- У 2009 році вийшов повнометражний мультфільм «Мері та Макс» про 8-річну дівчинку з Австралії та 44-річного чоловіка з Нью-Йорка із синдромом Аспергера. Вони листуються впродовж 18 років.
- У фільмі «Дорогий Джон» є герої з подібними формами аутизму, які описують словом англ. autistic.
- У фільмі «Мене звати Хан» герой із синдромом Аспергера хоче зустрітися з президентом, щоб повідомити йому, що він не терорист.
- У фільмі «Моцарт і кит[en]» (2005) з Джошем Гартнеттом і Радою Мітчелл, актори грають двох закоханих, які мають синдром Аспергера.
- У фільмі «У космосі почуттів не буває» (швед. «I rymden finns inga känslor») (2010) 18-річний Симон із синдромом Аспергера шукає нову подругу для свого старшого брата.
- У венесуельській теленовелі «Ідеальна жінка» (Venevision, 2010) у головної героїні Мікаели Гомес діагностовано синдром Аспергера.
- У британській короткометражці «Мовчазні речі» («Silent Things») головний герой Джек — хворий на синдром Аспергера, а його подруга — має аутизм.
- У фільмі «Надзвичайно гучно і неймовірно близько» головний герой — хлопчик 11 років Оскар Шелл, ймовірно, має синдром Аспергера.
- Стрічка «Адам» («Adam») розповідає про взаємини між молодим чоловіком, хворим на синдром Аспергера, та його сусідкою.
- У фільмі «Джейн хоче хлопця» («Jane Wants a Boyfriend») сумна історія про життя дівчини із синдромом Аспергера. Вона пробує знайти собі хлопця за допомогою старшої сестри.
- Кінострічка «Відпадний препод 2» (нім. Fack ju Göhte 2), де один з учнів пана Мюллера мав синдром Аспергера.
- У фільмі «Смак чудес» герой із синдромом Аспергера закохується.
- У фільмі «Тіло і душа» (угор. Testről és léкlekről) — 2017 року головна героїня має синдром Аспергера.
- Корейський фільм «Людина з планом» (англ. The Plan Man) — романтична комедія. Синдром Аспергера має головний герой.
- У фільмі Сніговий пиріг (англ. Snow Cake) синдром є у головної героїні. Фільм демонструвався й обговорювався на ІІ Міжнародній конференції з проблем аутизму в Уельсі.
- У фільмі «Нічний портьє» розповідається про портьє-аутиста, що став свідком вбивства.
- «Темпл Грандін» — американський біографічний драматичний фільм 2010 року, присвячений Темпл Грандін — жінці з аутизмом, яка здійснила революцію в практиці гуманного поводження з худобою на тваринних ранчо і скотобійнях.

### У серіалах
- У серіалі «Доктор Хаус» Марта Мастерз, за словами акторки, яка її зіграла, має синдром Аспергера.
- Один з героїв серіалу «Юристи Бостона» Джеррі Есперсон (Крістіан Клеменсон) має синдром Аспергера. Джеррі часто тримає руки на стегнах, підстрибує і гарчить. Попри дивну поведінку, він — талановитий юрист і справжній професіонал у сфері фінансового права.
- У серіалі «Батьківство» (Parenthood) один із головних героїв дізнається, що у його сина синдром Аспергера.
- В американському серіалі «Анатомія пристрасті» (інша назва «Анатомія Грей») синдром Аспергера має кардіохірург Вірджинія Діксон.
- У канадському серіалі «Регенезіс» один з головних героїв біохімік Боб Мельников (Дмитро Чеповецький) має синдром Аспергера.
- В американському телесеріалі «Вплив» одна з героїнь — злодійка Паркер має деякі ознаки, притаманні синдрому Аспергера.[19]
- Синдрому Аспергера присвячена восьма серія п'ятнадцятого сезону анімаційного серіалу «Південний Парк» («South Park») «Ass Burgers».
- У телеситкомі «Спільнота» («Community»), один з головних героїв, Ебед, регулярно виказує ознаки синдрому Аспергера, іноді навіть переходячи в стан, близький за проявами до аутизму.
- В аніме-серіалі «Sakurasou no Pet na Kanojo» (укр. «Кішечка із Сакурасо») у головної героїні, Масіро Сііни, всі ознаки синдрому Аспергера. Вона не тільки не вміє налагоджувати стосунки з оточенням, але й навіть не може повноцінно доглядати за собою. Утім, вона — геніальна художниця.
- У дансько-шведському серіалі «Міст» синдром Аспергера у головної героїні, офіцера шведської поліції Саги Норен.
- У серіалі «Теорія великого вибуху» один з головних героїв Шелдон Купер має всі ознаки синдрому Аспергера.
- В українському серіалі «Новенька» один з героїв — маленький син Анатолія Огнієвського, директора елітної школи, має синдром Аспергера.
- У серіалі «Перші ластівки» студент Іван Кожух має цей синдром.
- У шведському підлітковому серіалі «Молоді монархи» сестра одного з головних героїв Сімона, Сара, має цей синдром.

### У літературі
- 2003 року вийшла книжка «Дивний випадок із собакою вночі» Марка Геддона, написана від імені підлітка-аутиста.
- 2011 року опубліковано книгу Дж. Піколт «Домашні правила» про хлопця, який мав синдром Аспергера.
- У книзі «Хлопчик, який впав на землю» («The boy who fell to earth») герой має синдром Аспергера[20]
- У новелі американської письменниці Кетрін Ерскін «Пересмішник» головна героїня, маленька дівчинка Кейтлін, має синдром Аспергера.
- У головної героїні трилогії «Міленіум» Стіга Ларссона Лісбет Саландер підозрюється подібне захворювання. Однак остаточний діагноз їй так і не поставили. Вона не змогла закінчити школу. У 12 років вона потрапила до лікарні для душевнохворих. Коли вона виписалася звідти, її визнали недієздатною. Але попри це вона володіє фотографічною пам'яттю і є однією з найкращих хакерів у Швеції.
- У романі «Пори року» Анни Борисової (один з псевдонімів Григорія Чхартишвілі) синдром Аспергера має персонаж, якого звати Емен.
- У  романі-трилері «Дружина мого чоловіка» письменниці Джейн Коррі синдром Аспергера мають три персонажі — Деніела, Тома та Джо.
- Роман Марка Лівіна «Ріки та дороги», де головний герой Матвій має синдром Аспергера, окрім того, описаний внутрішній шлях «подолання» хлопцем своїх страхів.

### У суспільстві
- Синдром Аспергера, ймовірно має відомий винахідник і бізнесмен Ілон Маск. Він повідомив про це у шоу Saturday night у 2021 році.[21]
- Ентоні Гопкінс, відомий голлівудський актор зізнався, що в 70 років йому діагностували синдром Аспергера. В юності йому було важко вчитися через дислексію.
- Ґрета Тунберг — шведська еко-активістка, яка виступає за протидію глобальному потеплінню та зміні клімату.